# Парламентские выборы в Исландии (2016)
Досрочные парламентские выборы в Исландии прошли 29 октября 2016 года. Хотя очередные выборы в парламент должны были проводиться в апреле 2017 года, правящая коалиция объявила о досрочных выборах осенью 2016 года после широких антиправительственных протестов 2016 года, вызванных скандалом в связи с Панамскими документами, из которых выяснилось, что на жену премьер-министра Сигмундюра Давида зарегистрированы офшоры на Британских Виргинских островах.
В результате выборов правая Партия независимости стала крупнейшей партией Альтинга, получив 21 из 63 мест парламента. Её партнёр по коалиции, Прогрессивная партия, дискредитированная офшорным скандалом, лишилась половины депутатских мест и оказалась позади Лево-зелёного движения и Пиратской партии. Историческое поражение потерпела и некогда ведущая левоцентристская партия — Социал-демократический альянс, получившая всего три депутатских мандата.
Одновременно сенсации, которую пророчили предварительные опросы — победы «пиратов» — тоже не случилось; они заняли третье место, получив 10 мест, как и их союзники из числа «лево-зелёных». Всего левые и центристские партии оппозиции получили 34 места.
Из 63 избранных депутатов 30 мест оказалось за женщинами, что стало самым высоким подобным показателем в Европе.
После поражения Прогрессивной партии премьер-министр Сигурдур Инги Йоханнссон подал в отставку.

## Избирательная система
63 депутата Альтинга избираются по партийным спискам по пропорциональной системе в многомандатных избирательных округах, включающих от 8 до 13 мест парламента. Из 63 депутатов  54 избираются на основе результатов по округам с подсчётом по методу Д’Ондта. Остальные 8 дополнительных мест передаются политическим партиям, преодолевшим 5%-й избирательный барьер, чтобы общее число мест партий соответствовало национальной доли отданных за них голосов.

## Избирательные округа
Исландия разделена на шесть избирательных округов. Каждый округ имеет места, распределяемые между партиями по пропорциональной системе на уровне округа, а также дополнительные места, которые распределяются между партиями на основе их общенационального уровня поддержки. 

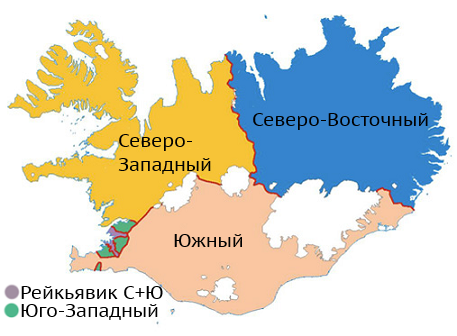
Избирательные округа Исландии

| Округ              | Окружные места | Национальные места | Всего мест в округе |
| ------------------ | -------------- | ------------------ | ------------------- |
| Северный Рейкьявик | 9              | 2                  | 11                  |
| Южный Рейкьявик    | 9              | 2                  | 11                  |
| Юго-Западный       | 11             | 2                  | 13                  |
| Северо-Западный    | 7              | 1                  | 8                   |
| Северо-Восточный   | 9              | 1                  | 10                  |
| Южный              | 9              | 1                  | 10                  |
| Всего              | 54             | 9                  | 63                  |

## Кампания
- Прогрессивная партия. Сигурдур Инги сменил Сигмундюра Давида на посту председателя партии 2 октября 2016 года.[6]
- Пиратская партия заявила, что не будет участвовать в коалиции ни с Партией независимости, ни с Прогрессивной партией.[7] Однако, она послала приглашение об альянсе при формировании правительства (и провела соответствующие переговоры о потенциальной левоцентристской коалиции) оппозиционным партиям: Лево-зелёному движению, Социал-демократическому альянсу, леволиберальной партии «Светлое будущее» и праволиберальной партии «Возрождение», отколовшейся от Партии независимости.[7]

## Опросы общественного мнения
|  | Лево-зелёное движение Социал-демократы Пиратская партия Светлое будущее Прогрессивная партия Партия независимости Возрождение Прочие |

## Результаты
| Партия                                                                         | Партия                              | Голоса  | %     | Места | +/–   |
| ------------------------------------------------------------------------------ | ----------------------------------- | ------- | ----- | ----- | ----- |
|                                                                                | Партия независимости                | 54 990  | 29,00 | 21    | +2    |
|                                                                                | Лево-зеленое движение               | 30 166  | 15,91 | 10    | +3    |
|                                                                                | Пиратская партия                    | 27 449  | 14,48 | 10    | +7    |
|                                                                                | Прогрессивная партия                | 21 791  | 11,49 | 8     | –11   |
|                                                                                | Возрождение                         | 19 870  | 10,48 | 7     | новая |
|                                                                                | Светлое будущее                     | 13 578  | 7,16  | 4     | –2    |
|                                                                                | Социал-демократический альянс       | 10 893  | 5,74  | 3     | –6    |
|                                                                                | Народная партия                     | 6707    | 3,54  | 0     | новая |
|                                                                                | Восход                              | 3275    | 1,73  | 0     | 0     |
|                                                                                | Народный фронт Исландии             | 575     | 0,30  | 0     | 0     |
|                                                                                | Исландский национальный фронт       | 303     | 0,16  | 0     | новая |
|                                                                                | Гуманистическая партия              | 33      | 0,02  | 0     | 0     |
| Недействительных/пустых бюллетеней                                             | Недействительных/пустых бюллетеней  | 5574    | –     | –     | –     |
| Всего                                                                          | Всего                               | 195 204 | 100   | 63    | 0     |
| Зарегистрированных избирателей/Явка                                            | Зарегистрированных избирателей/Явка | 246 515 | 79,19 | –     | –     |
| Источник: Iceland Monitor Архивная копия от 31 октября 2016 на Wayback Machine |                                     |         |       |       |       |

## Формирование правительства
Ожидается, что Партии независимости первой предложат право сформировать новое правительство. Её лидер выразил желание создать тройную коалицию, не уточнив, впрочем, конкретных партнёров. Пиратская партия предлагала создать коалицию из пяти партий, включая Лево-зелёное движение, социал-демократов, «Светлое будущее» и «Возрождение».
11 января 2017 года была сформирована коалиция из Партии независимости, Партии Возрождения и Светлого будущего.